# Tessonnière
Tessonnière foi uma comuna francesa na região administrativa da Nova Aquitânia, no departamento de Deux-Sèvres. Estendia-se por uma área de 14,6 km². Em 2010 a comuna tinha 313 habitantes (densidade: 21,4 hab./km²).
Em 1 de janeiro de 2019, passou a formar parte da comuna de Airvault.